# Lont

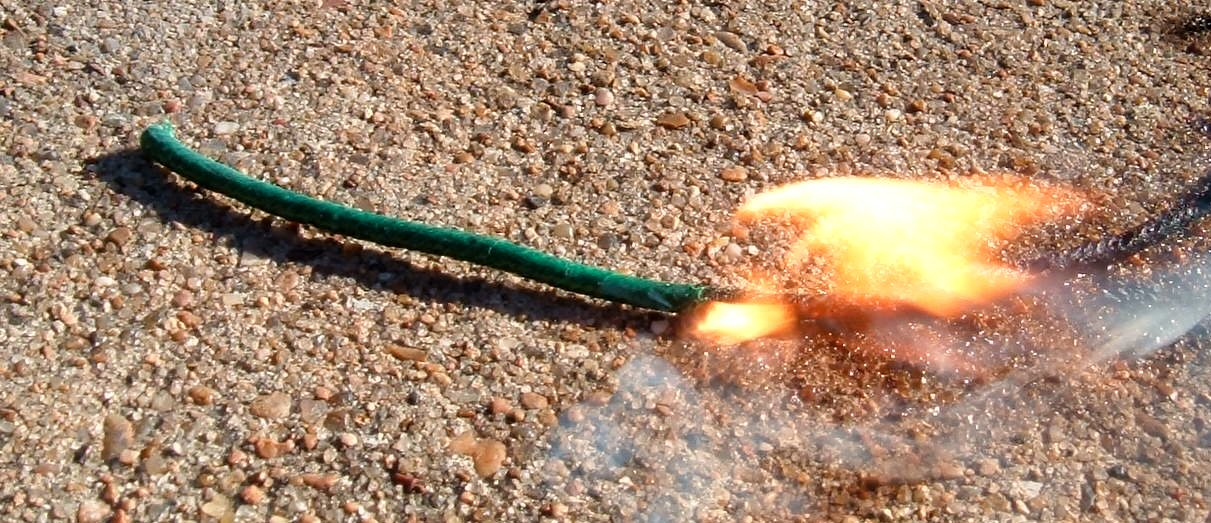
Brandende lont

Een lont is een draad of touw vervaardigd van een brandbaar materiaal, die wordt gebruikt om buskruit, olie, dynamiet of vuurwerk te doen ontbranden. 
Doordat de lont met een beperkte snelheid brandt, heeft de gebruiker tijd om zich uit de voeten te maken.
Een lont werd vaak gebruikt om kanonnen af te schieten. De kanonsloop werd gevuld met een kanonskogel en wat buskruit. Een eind van de lont, gemaakt van touw dat chemisch bewerkt was om het gelijkmatig te laten branden, werd in het kruit genesteld en het andere eind stak door een gat in de loop naar buiten. Daar werd de lont aangestoken, waardoor na enige tijd het buskruit ontplofte en de kogel werd weggeschoten.

## Geen lont

### Aansteeklont
Een lont kan worden aangestoken met een aansteker of lucifer. Voor vuurwerk wordt een sigaret of ander smeulend materiaal aanbevolen. Dat wordt wel eens een aansteeklont genoemd, maar is dus eigenlijk geen lont.

### Pit
De pit van een kaars, olie- of petroleumlamp heeft een heel andere functie, maar wordt desondanks ook vaak lont genoemd.